# رابرت سی اسپرینگر
رابرت سی اسپرینگر (به انگلیسی: Robert C. Springer) فضانورد اهل کشور ایالات متحده آمریکا است که در ۲۱ مهٔ ۱۹۴۲ میلادی در سنت لوئیس زاده شد. وی در مأموریت اس‌تی‌اس-۲۹، اس‌تی‌اس-۳۸ حضور داشته است.